# Cervantes Saavedra
Le Cervantes Saavedra est un trois-mâts goélette espagnol servant de navire-école et de bateau de plaisance, devenu célèbre grâce à la série télévisée El Barco en 2011.

## Histoire

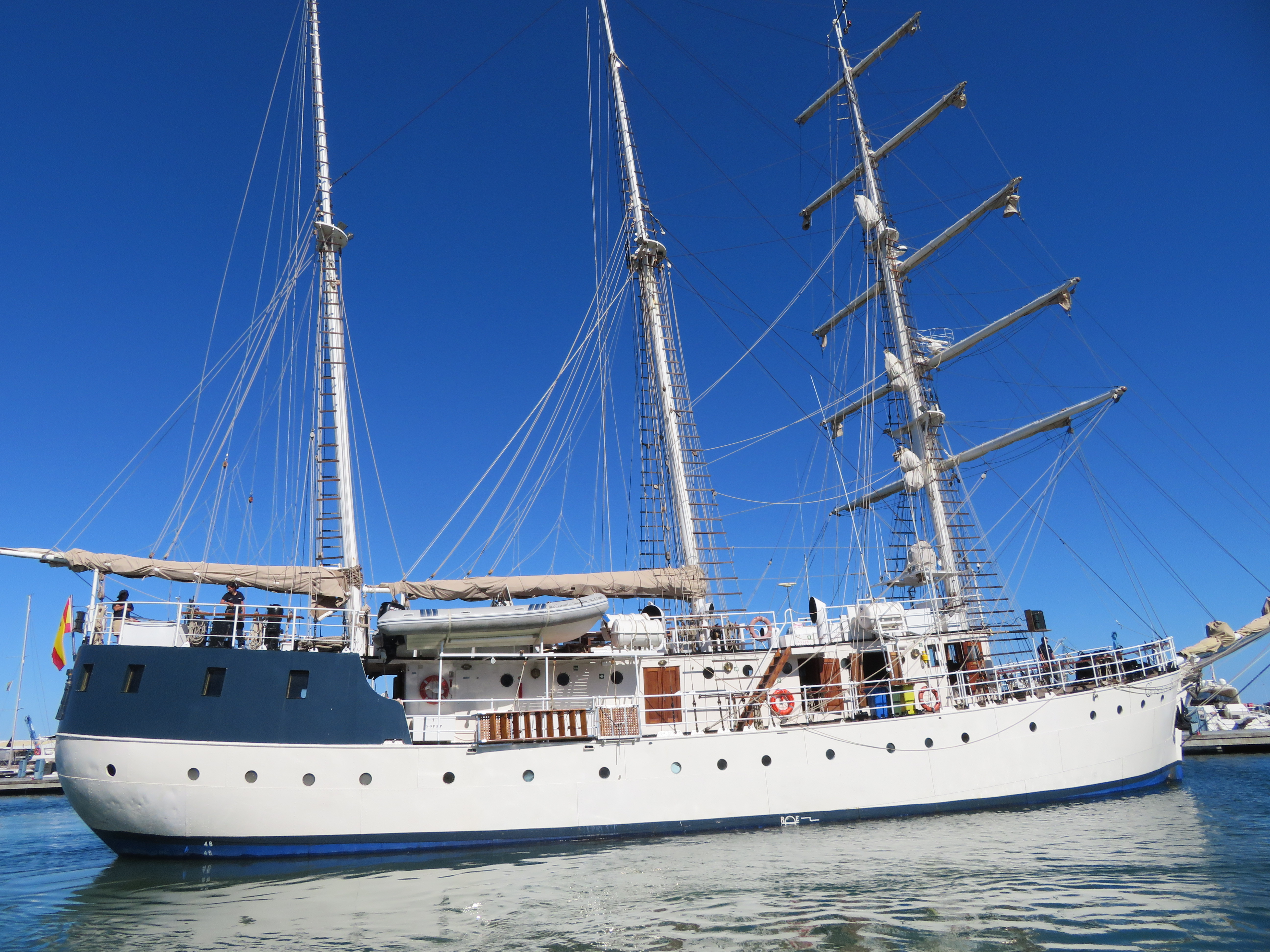
Cervantes Saavedra

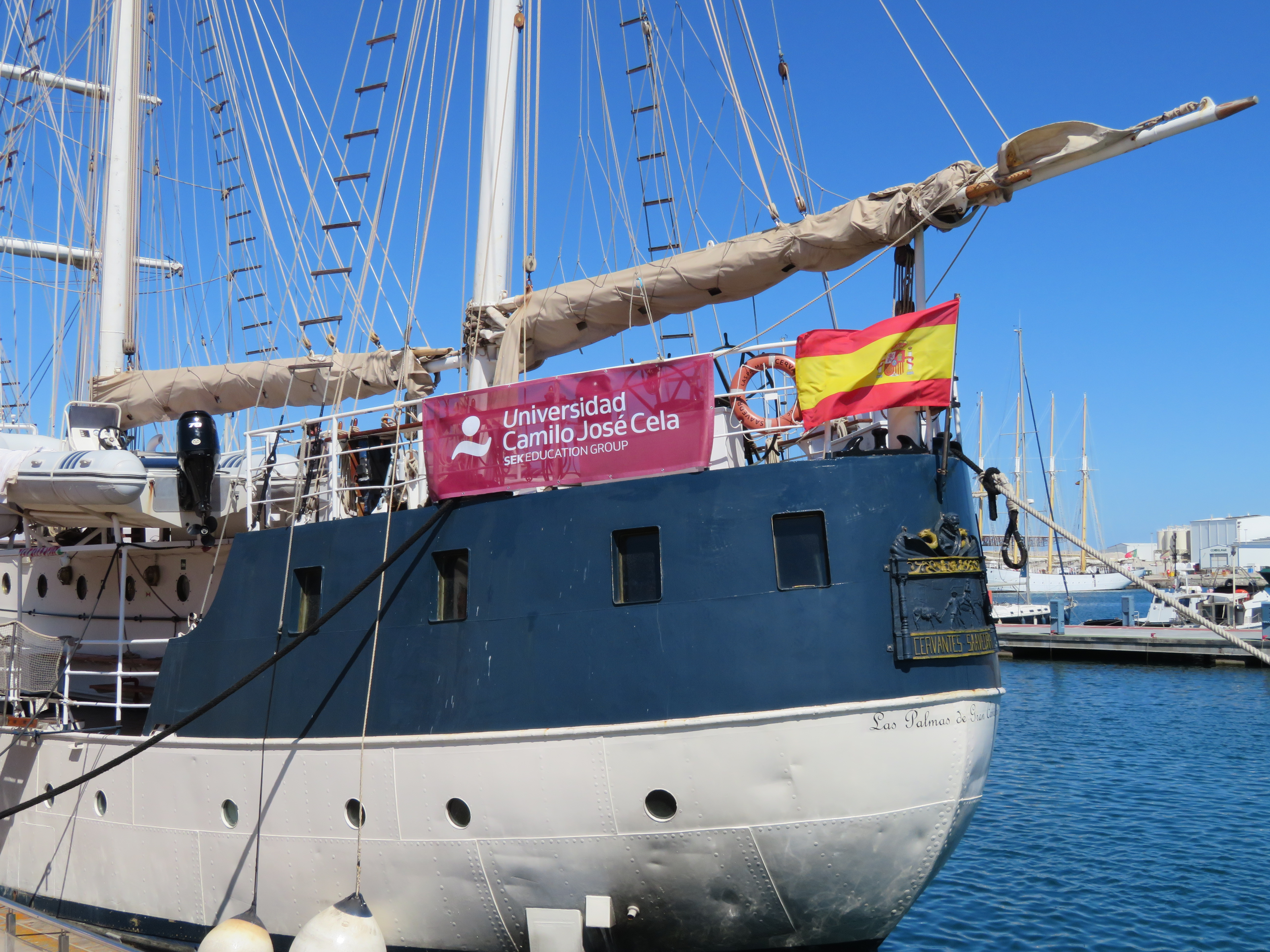
Cervantes Saavedra, Navire-école, Universidad Camilo José Cela

Il a été construit en 1934 à Göteborg en Suède sous le nom de Sydostbrotten (no 33). Il a remplacé le bateau-phare Skeppet (no 14) jusqu'en 1964, puis a pris position sur un autre site de 1965 à 1970.
Transformé en brigantin entre 1978 et 1981 sur le chantier naval d'Aveiro au Portugal, avec trois mâts et un beaupré, il est rebaptisé Atlantic Wanderer pour devenir un navire-école et de tourisme éducatif.
En 1987 il participe au bicentenaire de la New Australia. En 1992 il participe à The Cutty Sark Tall Ships' Races.
Entre 1999 et 2008, le navire reste basé à Malaga. Dès 2003 il est la propriété de la société espagnole Amorina qui le rebaptise Amorina. Il navigue comme navire-école et participe à l'hommage de Miguel de Cervantes à  Lepante sous le patronage de Camilo José Cela. Le bateau est mis à la disposition de la Fondation Cervantes Saavedra en 2006 et prend le nom de Cervantes Saavedra.
Le Cervantes Saavedra est présent à la Mediterranean Tall Ships Regatta 2013 et fait escale à la Toulon Voiles de Légende du 27 au 30 septembre 2013.

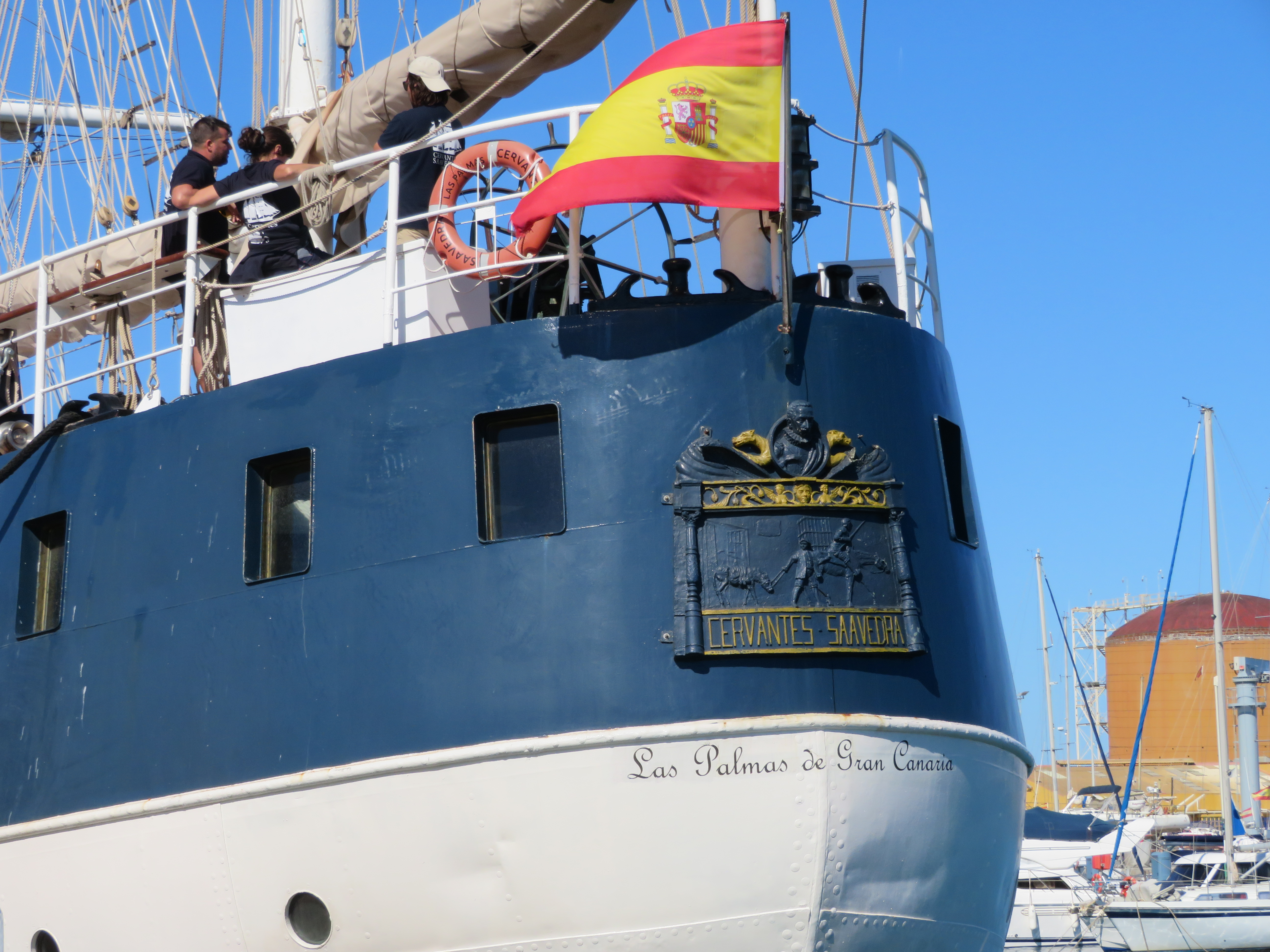
Navire-école Cervantes Saavedra